# São José da Vitória
São José da Vitória is een gemeente in de Braziliaanse deelstaat Bahia. De gemeente telt 6.270 inwoners (schatting 2009).

## Aangrenzende gemeenten
De gemeente grenst aan Arataca, Buerarema, Itabuna, Jussari en Una.